# Kamil Studnicki
Kamil Studnicki (ur. 18 września 1994 w Andrychowie) – polski aktor filmowy, teatralny i telewizyjny.

## Życiorys
Wychował się w Andrychowie. Od najmłodszych lat interesował się sceną. Swoją pasję realizował poprzez występowanie w szkolnych konkursach recytatorskich i wokalnych. Był członkiem amatorskiego zespołu teatralnego Na marginesie.
Związany z nurtem piosenki aktorskiej. W wieku 18 lat zdobył Grand Prix na 34. Przeglądzie Piosenki Aktorskiej we Wrocławiu. W tym samym roku zdał egzaminy na Wydział Aktorski Akademii Teatralnej im. Aleksandra Zelwerowicza w Warszawie. Studia ukończył w 2018 roku. Jest laureatem Nagrody Grupy Toya za role w spektaklach Pibloktoq. Piosenki Marii Peszek oraz Pelikan. Zabawa z ogniem.
W teatrze zadebiutował rolą drag queen Aniołka Loli w spektaklu Kinky Boots w Teatrze Dramatycznym w Warszawie. Na swoim teatralnym koncie ma współpracę z m.in. Janem Englertem, Wojciechem Kościelniakiem, Piotrem Cieplakiem, Mają Kleczewską czy Wojciechem Farugą. Obecnie aktora można oglądać na deskach Teatru Narodowego w Warszawie, Teatru Dramatycznego w Warszawie oraz warszawskiego Teatru Capitol.
Przed kamerą zadebiutował na planie etiudy fabularnej Zamiast, grając w duecie z Marią Pakulnis. W 2019 roku dołączył do obsady serialu Echo serca, gdzie wcielił się w postać Błażeja, studenta medycyny. Zagrał również w języku niemieckim w dwóch produkcjach telewizyjnych - Wojenne dziewczyny oraz Ludzie i Bogowie. Współpracował z uznanymi polskimi reżyserami, takimi jak Jan Komasa, Borys Lankosz, Bodo Kox czy Paweł Maślona.
Jesienią 2025 będzie brał udział w 22. edycji programu Twoja twarz brzmi znajomo.

## Filmografia
- 2021: Komisarz mama jako Artur Skoczylas (odc. 9)
- 2020: Ludzie i Bogowie jako Fabian
- 2020: Na dobre i na złe jako Piotrek (odc. 764)
- 2020: Osiecka jako przyjaciel Andrzejewskiego (odc. 9)
- 2020: The Liberator jako szeregowiec Campbell (odc. 1)
- 2019: Echo Serca jako student Błażej Domagała
- 2019: Pięć utworów
- 2019: Wieczernik jako Jan
- 2019: Wojenne dziewczyny jako Hans Rosner
- 2018: Leśniczówka jako Kuba, asystent fotografa (odc. 59)
- 2018: Pod powierzchnią jako Uczeń (odc. 5)
- 2018: Ślad jako Mateusz Kowalewski, uczeń III klasy liceum, szkolny kolega Nikoli Gawrońskiej, wnuk Zdzisława, chłopak szantażowany przez Sławomira Polita i Waldemara Lewakowskiego i zmuszony przez nich do płacenia im okupu (odc. 14)
- 2017: O mnie się nie martw jako Boy Hotelowy (odc. 70, 71)
- 2017: Serce miłości
- 2017: Ultraviolet jako Olek Zalewski (odc. 5)
- 2017: Zgoda jako więzień
- 2016: Druga szansa jako Dominik, pracownik Zeit Studio (odc.1,2, 3, 4, 5)
- 2015: Król życia jako żołnierz
- 2015: Przyjaciółki jako młodszy stylista (odc. 62)
- 2015: Zamiast[1].

## Teledyski
Zagrał w serii teledysków Ralpha Kamińskiego: Zawsze (2016), Meybick Song (2016) i Lato bez ciebie (2017).

## Nagrody
- 2017: Nagroda Grupy Toya za "wrażenia audialne" za role w spektaklach „Pibloktoq. Piosenki Marii Peszek” oraz „Pelikan. Zabawa z ogniem” na 35. Festiwalu Szkół Teatralnych w Łodzi.
- 2013: Grand Prix "Złoty Tukan" Konkursu Aktorskiej Interpretacji Piosenki na 34. Przeglądzie Piosenki Aktorskiej we Wrocławiu[1].